# Francis Haskell
Francis Haskell, född 7 april 1928 i London, död 18 januari 2000 i Oxford, var en brittisk konsthistoriker och professor vid Oxfords universitet från 1967 till 1995. Han var son till Arnold Haskell.